# Torresotto di San Vitale
Il Torresotto di San Vitale è una delle 18 porte della seconda cerchia muraria di Bologna. 

## Storia
Appartiene alla seconda cerchia di mura della città di Bologna, la cui costruzione iniziò verso la fine del XII secolo. Strada San Vitale, la cui esistenza è documentata almeno dal 1159, collegava Bologna con Ravenna e quindi con le importanti saline di Cervia. Il Torresotto (nome comunemente dato alle basse torri sovrastanti i serragli di questa cerchia muraria) appoggia sulla sinistra (in direzione del centro) sul palazzo senatorio  Cospi, mentre sulla destra confina con una proprietà delle monache della chiesa dei Santi Vitale e Agricola in Arena. Nel XVI secolo le monache divennero proprietarie anche del torresotto, che ormai aveva perso la sua funzione difensiva a favore della porta San Vitale, parte della successiva cerchia muraria la Circla.
Il torresotto venne modificato nel 1603 dalla famiglia Borzani, che ne era divenuta proprietaria. La torretta che attualmente sovrasta la costruzione, con una altana e 12 finestre (tre per lato) è un'aggiunta quattrocentesca, in seguito ancora rimaneggiata.
Il torresotto e l'ex edificio conventuale alla sua destra passarono di proprietà all'inizio del 1800, andando all'architetto Giovanni Battista Martinetti, il quale ne fece la sua residenza, con un grande giardino all'inglese.